# ボロネーゼ

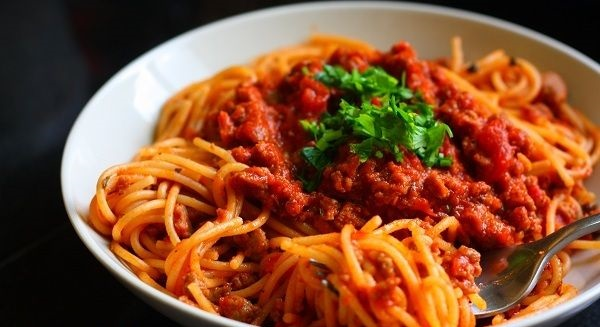

ボロネーゼ（イタリア語: bolognese, ボローニャ方言: bulgnàisa）は、刻んだタマネギやセロリなどの香味野菜を油で炒め、焼いた挽肉とワインを合わせたボローニャ地方発祥のイタリア料理である。正式名称はラグー・アッラ・ボロニェーゼ（イタリア語: ragù alla bolognese, ボローニャ方言: ragò a la bulgnàisa）。フランス語読みでボロネーズ (sauce bolognaise) とされることもある。

## 概要
イタリア南部の簡単な調理法しかなかったパスタを、「肥満の街 (La Grassa)」として知られていた北部のボローニャの裕福層が、隣接するフランスのラグー（仏: ragout 煮込み）をもとに肉や野菜、ワインなどを贅沢に使用して作らせたのが起源とされている。なお異論もあり、本来ボローニャではソース単体の料理として成立したが、諸外国でパスタソースに用いられているとの知らせを得て、現在の形に収束していったともいう。
1982年にイタリア料理アカデミー のボローニャ代表によって発行されたレシピは、牛肉、パンチェッタ、タマネギ、ニンジン、セロリ、トマトペースト、ブイヨン、赤ワイン、そして牛乳およびクリームに制限している。ソフリットとしてプロシュット、モルタデッラ、またはポルチーニが加えられることもある。伝統的なボロネーゼとは違った作り方として、牛肉とともに豚肉、鶏肉、ガチョウのレバーを使用したり、オリーブ油とともにバターを使用するレシピも存在する。また、実際にはトマトペーストではなく、トマトソースを使うレシピも広く知られている。
イタリアでは、伝統的にタリアテッレと和えて調理される (tagliatelle alla bolognese)。またはラザーニャ、カネロニとして調理される。ビゴリやリガトーニなどのパスタと合わせることもある。
イタリア国外では、一般的にスパゲッティと和えて提供されており、この調理法はイタリア国内にも広がってきている。しかし、スパゲッティ・ボロネーゼ（Spaghetti alla Bolognese, スパゲッティ・ボローニャ風の意）は、イタリア南部のように乾いたパスタではなく、鶏卵を原材料としたパスタが好まれたエミリア料理 (cucina emiliana) の伝統には属さないものであり、本来のボローニャ風とは異なる。